# Tailândia na Universíada de Verão de 2021
A Tailândia participou da Universíada de Verão de 2021, que aconteceu em Chengdu, na China, entre 28 de julho e 8 de agosto de 2023.
Foram 55 atletas — 32 masculinos e 23 femininos — em cinco modalidades olímpicas e uma não olímpica — o wushu.

## Competidores
Estas foram as modalidades e atletas que disputaram a edição:
| Esporte       | Masculino | Feminino | Total |
| ------------- | --------- | -------- | ----- |
| Atletismo     | 11        | 2        | 13    |
| Badminton     | 6         | 6        | 12    |
| Taekwondo     | 7         | 7        | 14    |
| Tênis         | 4         | 4        | 8     |
| Tênis de mesa | 1         | 4        | 5     |
| Wushu         | 3         | 0        | 3     |
| Total         | 32        | 23       | 55    |

## Medalhas

### Medalhistas
Estes foram os medalhistas desta edição:
| Natawat Iamudom Soraoat Dapbang | Chayut Khongprasit Thawatchai Himaiad |

| Lalinrat Chaiwan Pornpicha Choeikeewong Saran Jamsri Chasinee Korepap Ratchapol Makkasasithorn Ruttanapak Oupthong | Pichamon Phatcharaphisuts Jhenicha Sudjaipraparat Nannapas Sukklad Peeratchai Sukphun Pakkapon Teeraratsakul Panitchaphon Teeraratsakul |

| Chasinee Korepap | Jhenicha Sudjaipraparat |

### Por modalidade
Estas foram as medalhas por modalidade nesta edição:
| Esporte       | Medalha de ouro | Medalha de prata | Medalha de bronze | Total de medalhas |
| ------------- | --------------- | ---------------- | ----------------- | ----------------- |
| Taekwondo     | 2               | 0                | 2                 | 4                 |
| Atletismo     | 0               | 2                | 0                 | 2                 |
| Badminton     | 0               | 1                | 2                 | 3                 |
| Tênis         | 0               | 1                | 0                 | 1                 |
| Tênis de mesa | 0               | 0                | 1                 | 1                 |
| Wushu         | 0               | 0                | 1                 | 1                 |
| Total         | 2               | 4                | 6                 | 12                |